# VEB Obertrikotagenbetrieb „Ernst Lück“ Wittstock/Dosse
Der VEB Obertrikotagenbetrieb „Ernst Lück“ Wittstock/Dosse (OTB) war ein Obertrikotagenbetrieb in Wittstock/Dosse, der von 1968 bis zum Jahr 1992 existierte. Hier wurden über 4,9 Millionen Obertrikotagen hergestellt. In seiner Blütezeit hatte der VEB Ernst Lück mehr als 3000 Beschäftigte. Der Betrieb umfasste nicht nur Produktionshallen, sondern auch Betriebskindergarten, Lehrlingswohnheim und Ledigenwohnheim, eine Schwimmhalle, Bowlingbahn, eigene Wärme- und Wasserversorgung, eine Berufs- und Meisterschule.

## Geschichte
Die Tuchmacherei in Wittstock geht auf das 13. Jahrhundert zurück. Dort bildeten sich mehrere Tuchmacherfamilien heraus, unter anderem die von Friedrich Wilhelm Wegener und Friedrich Paul. Das erste Tuchmacherprivileg stammt von 1324. Um 1900 kaufte die Familie Quandt die Tuchfabrik der Wegeners auf, behielt den Namen aber bei. 1942 wurde die Tuchfabrik enteignet, später verstaatlicht. Nach dem Zweiten Weltkrieg brach der Absatzmarkt zusammen. 1968 wurde der VEB „Ernst Lück“ gegründet. Der Aufbau war 1975 abgeschlossen. Bis 1990 gehörte der VEB Obertrikotagen „Ernst Lück“ Wittstock dem Kombinat Trikotagen an.

## Namensgebung
Namensgeber des OTB war Ernst Lück. Er war Musiker, Gewerkschafter und KPD-Kommunalpolitiker in der Ostprignitz und wurde am 6. Dezember 1876 in Wittstock/Dosse geboren. Aufgrund seiner politischen Überzeugungen war er mehrmals unter den Nationalsozialisten inhaftiert und verstarb am 2. Mai 1945 im Zuchthaus Brandenburg. Zu seinem Andenken wurde ein Denkmal 1982 an der Rheinsberger Straße errichtet.